# Pons (Charente Marítim)
Pons és un municipi francès situat al departament del Charente Marítim i a la regió de la Nova Aquitània. L'any 2007 tenia 4.442 habitants.

## Demografia

### Població
El 2007 la població de fet de Pons era de 4.442 persones. Hi havia 2.032 famílies de les quals 740 eren unipersonals (328 homes vivint sols i 412 dones vivint soles), 648 parelles sense fills, 428 parelles amb fills i 216 famílies monoparentals amb fills.
La població ha evolucionat segons el següent gràfic:
Habitants censats

### Habitatges
El 2007 hi havia 2.469 habitatges, 2.066 eren l'habitatge principal de la família, 112 eren segones residències i 291 estaven desocupats. 1.831 eren cases i 628 eren apartaments. Dels 2.066 habitatges principals, 1.233 estaven ocupats pels seus propietaris, 797 estaven llogats i ocupats pels llogaters i 36 estaven cedits a títol gratuït; 82 tenien una cambra, 169 en tenien dues, 423 en tenien tres, 628 en tenien quatre i 764 en tenien cinc o més. 1.411 habitatges disposaven pel capbaix d'una plaça de pàrquing. A 1.072 habitatges hi havia un automòbil i a 617 n'hi havia dos o més.

### Piràmide de població
La piràmide de població per edats i sexe el 2009 era:
| Homes | Edats   | Dones |
| ----- | ------- | ----- |
| 12    | 95 o +  | 12    |
| 4     | 90 a 94 | 28    |
| 52    | 85 a 89 | 68    |
| 32    | 80 a 84 | 68    |
| 72    | 75 a 79 | 128   |
| 124   | 70 a 74 | 112   |
| 132   | 65 a 69 | 164   |
| 112   | 60 a 64 | 180   |
| 92    | 55 a 59 | 108   |
| 152   | 50 a 54 | 136   |
| 136   | 45 a 49 | 164   |
| 120   | 40 a 44 | 132   |
| 176   | 35 a 39 | 120   |
| 128   | 30 a 34 | 132   |
| 128   | 25 a 29 | 156   |
| 160   | 20 a 24 | 140   |
| 112   | 15 a 19 | 136   |
| 104   | 10 a 14 | 132   |
| 116   | 5 a 9   | 148   |
| 92    | 0 a 4   | 108   |

## Economia
El 2007 la població en edat de treballar era de 2.683 persones, 1.786 eren actives i 897 eren inactives. De les 1.786 persones actives 1.545 estaven ocupades (816 homes i 729 dones) i 241 estaven aturades (116 homes i 125 dones). De les 897 persones inactives 309 estaven jubilades, 307 estaven estudiant i 281 estaven classificades com a «altres inactius».

### Ingressos
El 2009 a Pons hi havia 2.024 unitats fiscals que integraven 4.222,5 persones, la mediana anual d'ingressos fiscals per persona era de 15.289 €.

### Activitats econòmiques
Dels 322 establiments que hi havia el 2007, 3 eren d'empreses extractives, 12 d'empreses alimentàries, 1 d'una empresa de fabricació de material elèctric, 20 d'empreses de fabricació d'altres productes industrials, 35 d'empreses de construcció, 88 d'empreses de comerç i reparació d'automòbils, 12 d'empreses de transport, 19 d'empreses d'hostatgeria i restauració, 27 d'empreses financeres, 14 d'empreses immobiliàries, 37 d'empreses de serveis, 28 d'entitats de l'administració pública i 26 d'empreses classificades com a «altres activitats de serveis».
Dels 88 establiments de servei als particulars que hi havia el 2009, 1 era una oficina d'administració d'Hisenda pública, 1 gendarmeria, 1 oficina de correu, 5 oficines bancàries, 2 funeràries, 16 tallers de reparació d'automòbils i de material agrícola, 2 tallers d'inspecció tècnica de vehicles, 4 autoescoles, 3 paletes, 8 guixaires pintors, 4 fusteries, 5 lampisteries, 5 electricistes, 8 perruqueries, 2 veterinaris, 12 restaurants, 5 agències immobiliàries, 2 tintoreries i 2 salons de bellesa.
Dels 37 establiments comercials que hi havia el 2009, 1 era un hipermercat, 2 supermercats, 2 grans superfícies de material de bricolatge, 1 una botiga de més de 120 m², 1 una botiga de menys de 120 m², 6 fleques, 2 carnisseries, 2 llibreries, 9 botigues de roba, 1 una botiga d'equipament de la llar, 2 sabateries, 1 una botiga d'electrodomèstics, 1 una botiga de material esportiu, 1 un drogueria, 3 joieries i 2 floristeries.
L'any 2000 a Pons hi havia 55 explotacions agrícoles que ocupaven un total de 2.236 hectàrees.

## Equipaments sanitaris i escolars
El 2009 hi havia 1 psiquiàtric, 4 farmàcies i 1 ambulància.
El 2009 hi havia 2 escoles maternals i 2 escoles elementals. A Pons hi havia 1 col·legi d'educació secundària i 1 liceu d'ensenyament general. Als col·legis d'educació secundària hi havia 515 alumnes i als liceus d'ensenyament general 865.

## Poblacions més properes
El següent diagrama mostra les poblacions més properes.